# Joaquín Méndez
Joaquín Méndez fue un poeta, periodista, político y diplomático guatemalteco que colaboró directamente con el presidente Manuel Estrada Cabrera durante toda la gestión de este, que duró desde 1898 hasta 1920.  Fue director de la Tipografía Nacional de Guatemala, ministro de Fomento, editor de La Locomotora —revista gubernamental del ministerio que dirigía—, y embajador de Guatemala ante el gobierno de los Estados Unidos. Representó y firmó por Guatemala en el Tratado de Versalles al finalizar la Primera Guerra Mundial.

## Reseña biográfica
El presidente José María Reina Barrios lo nombró como director de la Tipografía Nacional de Guatemala y todavía estaba en ese puesto cuando el presidente murió asesinado el 8 de febrero de 1898;  el presidente interino, licenciado Manuel Estrada Cabrera, lo mandó llamar para que empastara un librito que era muy importante para el nuevo mandatario: Oráculo novísimo o libro de los destinos.  A partir de ese momento se formó una amistad que, gracias a la personalidad amigable de Méndez, se prolongó hasta el fin del gobierno de Estrada Cabrera.
Estrada Cabrera convocó a la elección de presidente para la semana del 1 al 7 de agosto de ese año; el presidente interino logró el triunfo gracias a las amenazas y abusos de poder que neutralizaron a los otros candidatos, especialmente a José León Castillo, y a la propaganda efectiva que se escribió en el periódico La Idea Liberal que dirigió Méndez. Entre los redactores de este periódico estaban Enrique Gómez Carrillo —famoso escritor que acababa de regresar a Guatemala proveniente de París y quien tenía confianza de que Estrada Cabrera fuera el presidente que Guatemala necesitaba— Rafael Spínola (antiguo director de La Ilustración Guatemalteca), Máximo Soto Hall y el nicaragüense Juan Manuel Mendoza, entre otros.
Luego de la elección de Estrada Cabrera, muchos de los miembros de La idea liberal fueron miembros del gabinete:  Spínola fue ministro de Fomento, Enrique Gómez Carrillo fue nombrado cónsul en Hamburgo y Méndez entró al ministerio de Fomento. Méndez puso su pluma al servicio de la adulación del presidente, y colaboró en numerosas publicaciones que lo alababan;  he aquí algunos ejemplos:
| Año  | Publicación      | Motivo                                                                                                 | Comentario |
| ---- | ---------------- | --- | --- |
| 1902 | Álbum de Minerva | Fiestas Minervalias                                                                                    | «Estamos en presencia de algo verdaderamente conmovedor y extraordinario. Se halla la población engalanada como para una festividad sin precedente. Sus edificios han sido empavesados, sus calles cubiertas de flores. Venimos todos siguiendo a nuestros escolares, bajo soberbios arcos de triunfo, sobre alfombras de hojas y corolas de nuestros plácidos vergeles, y es esto como una hermosa minervalia a la que dan tintes de satisfacción purísima, la luz que es la alegría de los orbes, la infancia y la juventud que son la alegría de la vida[...] La fiesta de Minerva ha triunfado en la conciencia pública, y ya constituye una solemnidad nacional.» |
| 1906 | La Locomotora    | Ayuda a los caídos en la guerra entre Guatemala y El Salvador de 1906                                  | «¡Ya verá Ud. [doña Joaquina Cabrera ], que las lectoras de La Locomotora, volarán donde Juanita de Keller [la presidente del Comité] a llevar su óbolo, para las víctimas de la defensa nacional, como vuelan las mariposas, como vuelan las aves, como vuelan por toda la República, las generosas iniciativas de Ud.; y como volarán muy pronto en el aire puro de su alma bellísima, esas mariposas de luz, las gratitudes y esas aves de amor, las bendiciones!» |
| 1907 | El educador      | Prólogo de Algo sobre educación, impreso por la inauguración de las Escuelas Prácticas de la República | «Es, indudablemente, en la múltiple personalidad del señor Estrada Cabrera, el educador una de las facetas más perfectas del diamante blanco que es su intelecto». |
| 1907 | El educador      | Prólogo de Algo sobre educación, impreso por la inauguración de las Escuelas Prácticas de la República | «Y el alma del señor Estrada Cabrera es ese evangelio vivo, para inspirar amor al trabajo, para hacer amable la ciencia, para convertir la naturaleza en la página contentiva del alfa y omega de los mundos, para llevar a todas las almas el convencimiento de que la síntesis de todos los amores está en el amor profundo e inalterable de la patria y de la humanidad.» |

Con el tiempo, Méndez llegó a tener una relación muy cordial con el presidente; él mismo se lo relató al escritor conservador Arévalo Martínez, quien en ¡Ecce Pericles! relata así lo que le dijo el exministro de Cabrera: «Me quería mucho. Yo conocía el secreto de hacerlo sonreir y eso bastaba para que me perdonara muchos atrevimientos.  Cuando su jefe de Estado Mayor, general José María Orellana, lo veía con un acceso de neurastenia o muy colérico me suplicaba por teléfono, para salvarse de sus iras, que yo lo fuera a aplacar.»
Entre 1906 y 1909 fue editor de La Locomotora, órgano divulgativo del ministerio de Fomento que fue llamado así porque se estaba concluyendo el Ferrocarril del Norte, último tramo para completar el corredor seco interoceánico.
Su carrera dentro del régimen cabrerista fue en ascenso, principalmente por su excelente don de gentes.  Luego de que La Locomotora dejó de publicarse en 1909 continuó colaborando con el gobierno, y en 1911, cuando el gobierno del presidente estadounidense William Howard Taft no logró comprometer al gobierno guatemalteco a aceptar un préstamo oneroso, sirvió una importante misión diplomática ante el Secretario de Estado Philander C. Knox, para evitar que la administración norteamericana removiera a Estrada Cabrera de la presidencia.  En premio a la excelente labor realizada, Estrada Cabrera lo nombró embajador de Guatemala en Washington el 4 de noviembre de 1911, y permaneció en ese puesto hasta la caída del régimen cabrerista en abril de 1920.
Cuando fungía como embajador de Guatemala se enteró de que en Nueva York residía el poeta nicaragüense Rubén Darío, quien había salido de Europa el 24 de octubre de 1914 y llegado a esa ciudad estadounidense tratando de hacer una gira americana en pro de la paz para detener la Primera Guerra Mundial, pero quien no había tenido suerte y estaba pasando penurias. Méndez le escribió a Estrada Cabrera reportándole el lamentable y desesperado estado de Darío; y el escritor Máximo Soto Hall viajó a Guatemala para hablar personalmente con el presidente sobre el asunto.  Estrada Cabrera respondió positivamente al cabo de unos meses y dio órdenes para que el cónsul de Guatemala en Nueva York embarcara al poeta nicaragüense rumbo a Guatemala, a donde llegó Darío el 20 de abril de 1915. Darío estuvo varios meses en Guatemala, viviendo muy bien gracias a la hospitalidad del presidente guatemalteco, pero decidió regresar a Nicaragua cuando las consideró que las exigencias del presidente se hicieron excesivas.